# Franz Schwede
Franz Reinhold Schwede, noto anche con lo pseudonimo di Nerone (Drawöhnen, 5 marzo 1888 – Coburgo, 19 ottobre 1960), è stato un politico tedesco, tra i primi sostenitori del partito nazista, Oberbürgermeister di Coburgo, in seguito sia Gauleiter sia Oberpräsident della Pomerania.
Uno dei primi sostenitori di Adolf Hitler a Coburgo, Schwede usò l'intimidazione oltre la propaganda per aiutare a eleggere il primo governo locale a maggioranza nazista in Germania. Ciò contribuì alla crescita del culto della personalità che lo circondò, tanto che divenne noto come Franz Schwede-Coburg. Durante la seconda guerra mondiale ordinò le esecuzioni in segreto degli infermi e le deportazioni di massa degli ebrei. Ebbe anche un ruolo chiave nell'abbandono della popolazione civile della Pomerania all'avanzare dell'Armata Rossa, fuggendo lui stesso. Nel 1945 fu catturato dall'esercito britannico e nel 1948 fu processato e condannato per crimini di guerra.

## Biografia

### Primi anni
Franz Schwede nacque nella cittadina di Drawöhnen, nella Prussia orientale nel 1888, all'epoca parte dell'Impero tedesco. Dopo aver frequentato la volksschule, lavorò brevemente come guardia forestale e poi come mugnaio; nel 1907 si unì alla Marina imperiale tedesca come macchinista nel cantiere navale di Wilhelmshaven. Prestò servizio durante la prima guerra mondiale a bordo di numerose navi da guerra tra cui la corazzata SMS Prinzregent Luitpold e l'incrociatore leggero SMS Dresden.
Alla fine della guerra fu promosso al grado di ufficiale tecnico di coperta (in tedesco: Deckoffizier) e fu insignito della Croce di Ferro di I e II classe. Dopo l'affondamento della flotta tedesca a Scapa Flow nel 1919, Schwede finì sotto la custodia britannica come prigioniero di guerra.
Il 1º febbraio 1920, al suo rilascio si arruolò immediatamente nella Reichsmarine e fu assegnato come istruttore in una scuola navale a Wilhelmshaven. Fu congedato alla fine del marzo 1921 in seguito alle imposizioni del Trattato di Versailles. Successivamente ottenne lavoro come responsabile delle operazioni in una segheria a Sankt Andreasberg nella provincia prussiana di Hannover, prima di essere assunto come caposquadra presso la Società elettrica di Coburgo nel marzo 1922. Durante questo periodo, Schwede divenne attivo nel Deutschvölkischer Schutz und Trutzbund, un'organizzazione antisemita völkisch.

### Salita al potere a Coburgo

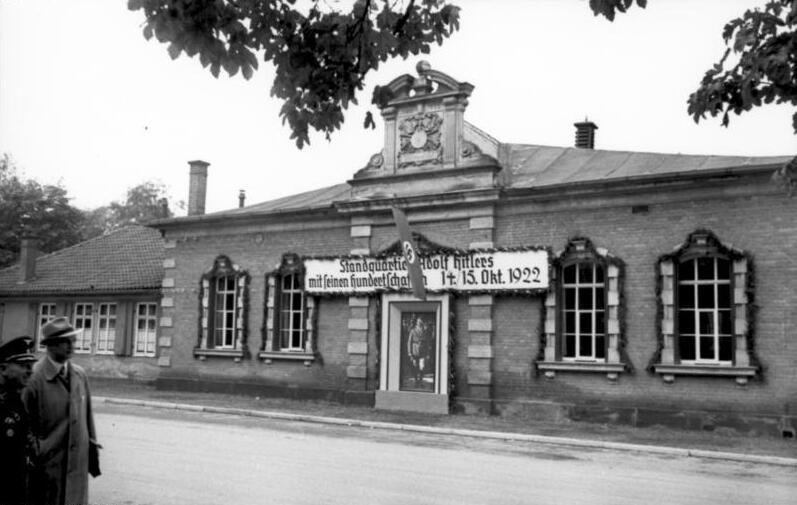
La filiale di Coburgo dell'NSDAP nel 15º anniversario della sua fondazione

Nel novembre del 1922, Schwede si unì al partito nazista, nº 1581, e nell'aprile 1923 fu uno dei cofondatori del NSDAP Ortsgruppe a Coburgo. Sotto la guida di Schwede, le manifestazioni antisemite e le battaglie in strada istigate dallo Sturmabteilung furono all'ordine del giorno.
In seguito alla messa al bando del partito, sulla scia del Putsch di Monaco, Schwede divenne Kreisführer di Coburgo per il Völkischer Block, un'organizzazione di facciata nazista attiva in Baviera. Si unì anche al Movimento Nazionalsocialista per la Libertà, un'altra organizzazione di facciata, che nelle elezioni del consiglio comunale di Coburgo del 1924 riuscì a ottenere il 14,3% dei voti. Ciò dava loro diritto a 3 seggi nel Consiglio e Schwede ne occupò uno.
Poco dopo la revoca della messa al bando, Schwede si unì di nuovo il 30 marzo 1925, diventando Ortsgruppenleiter del partito a Coburgo, dove all'epoca contava circa 800 membri, e Bezirksleiter nel 1928. Quell'anno si assicurò un seggio nel Kreitag dell'Alta Franconia.
Nel 1926, Schwede fondò Der Weckruf, il primo giornale di propaganda nazista a livello locale in Germania, con cui guidò l'opposizione extraparlamentare tramite alcuni articoli "luridi" su presunti "scandali" volti a destabilizzare il sistema politico della Repubblica di Weimar.
Nel 1928, il giornale iniziò una campagna di calunnie e molestie contro Abraham Friedmann, l'ebreo direttore generale dell'azienda di carne di Coburgo, la Großmann AG. Friedmann inizialmente riuscì a contrastare questi attacchi, fino a convincere il consiglio comunale a licenziare Schwede dal suo lavoro presso il municipio nel 1929. I nazisti indignati ne chiesero l'immediata reintegrazione e al momento del rifiuto, iniziò a circolare una petizione per sciogliere il consiglio comunale. Il 5 maggio 1929 la votazione passò con il 67% dei voti. Nella successiva campagna di rielezione, che a Coburgo incluse i discorsi pubblici dello stesso Adolf Hitler, i nazisti ottennero il 43,1% dei voti popolari e 13 dei 25 seggi nel giugno 1929. Questo fu il primo caso in cui l'NSDAP deteneva la maggioranza assoluta in un governo locale in Germania. Alla sessione di apertura del Consiglio neoeletto, Schwede fu immediatamente riassunto.
Schwede riuscì quindi a farsi eleggere, dopo il quinto tentativo, come terzo vicesindaco (in tedesco: Bürgermeister) il 28 agosto 1930, diventando il primo nazista a raggiungere tale posizione. Nell'ottobre 1930 Schwede fu eletto al Landtag bavarese, succedendo a Hans Schemm, e nel marzo 1932 sarebbe diventato il primo vicepresidente della camera. All'inizio del 1931 fu eletto secondo Bürgermeister di Coburgo e, il 16 novembre 1931, primo Bürgermeister. Il 18 gennaio 1931 Coburgo divenne così la prima città in Germania a vedere la svastica alzata su un edificio pubblico, due anni prima che Hitler salisse al potere. 
Il 16 ottobre 1932, Schwede ottenne anche la concessione della cittadinanza onoraria a Hitler. Tutto ciò creò un culto della personalità intorno a Schwede, il momento clou fu la dedica nel 1933 della nuova campana del municipio di Coburgo, recante l'iscrizione in rima Zu Adolf Hitler ruf ich dich, Franz Schwede-Glocke heiße ich.
Dopo la presa del potere nazista nel gennaio del 1933, Schwede fu nominato direttamente Oberbürgermeister di Coburgo. Nel marzo del 1933, sotto la sua guida, fu lanciata una campagna terroristica contro gli ebrei e gli oppositori dei nazisti. Alla fine di aprile, 152 persone furono arrestate e duramente maltrattate mentre erano in "custodia protettiva", molte in presenza di Schwede. Nel 1939, Coburg ottenne ufficialmente il titolo di "Prima città nazionalsocialista in Germania" (in tedesco: Erste nationalsozialistische Stadt Deutschlands). Schwede fu anche nominato cittadino onorario di Coburgo, come lo era stato Hitler, e ricevette l'uso del suffisso "Coburg" nel suo nome.

### Gauleiter di Pomerania
La carriera politica di Schwede continuò la sua costante ascesa fino a quando, nel novembre 1933, fu eletto al Reichstag. Fu insignito dell'Insegna d'oro del Partito Nazionalsocialista Tedesco dei Lavoratori. Il 1º luglio 1934 fu nominato Regierungspräsident della Bassa Baviera e dell'Alto Palatinato. Più o meno nello stesso periodo il Gauleiter della provincia prussiana della Pomerania, Wilhelm Karpenstein, entrò in conflitto con il quartier generale del partito e fu arrestato durante la Notte dei lunghi coltelli. La lealtà di Schwede fu premiata nel momento in cui Hitler lo nominò come Gauleiter in Pomerania il 21 luglio 1934 e poi Oberpräsident del governo provinciale il 30 luglio: in questo modo Schwede unì sotto il suo controllo le più alte cariche del Partito e del governo della provincia.
Schwede si trasferì a Stettino, costrinse 23 dei 27 Kreisleiters del distretto a lasciare l'incarico e sostituì il personale di Karpenstein con amici fedeli di Coburgo, tra cui: Arno Fischer come geometra statale, Kuno Popp come leader della propaganda della Gau e rappresentante regionale del Reichsministerium für Volksaufklärung und Propaganda, Alfred Seidler come tesoriere della Gau, Johannes Künzel come rappresentante regionale del Deutsche Arbeitsfront, Emil Mazuw come SS-Stabsführer del distretto SS XIII Pomerania e Werner Faber come Oberbürgermeister di Stettino.
Il 9 settembre 1935 Schwede fu nominato membro dell'Accademia tedesca di diritto. Nelle elezioni del Reichstag del marzo 1936, fu eletto nel collegio elettorale 6, Pomerania. Nel maggio 1937 fu promosso SA-Gruppenführer e nel novembre 1938 SA-Obergruppenführer. Nello stesso anno divenne presidente della Lega del Reich degli ex soldati professionisti (in tedesco: Reichstreubundes ehemaliger Berufssoldaten). Durante il 1938-39, la provincia tedesca della Pomerania fu ampliata: la maggior parte del Posen-Prussia Occidentale e due contee del Brandeburgo furono trasformate in un distretto, ampliando ulteriormente l'area sotto il suo controllo. 
Durante la Notte dei cristalli il 9 novembre 1938, Schwede supervisionò la distruzione delle sinagoghe della Pomerania. Il giorno successivo, tutti gli ebrei maschi di Stettino furono deportati nel campo di concentramento di Oranienburg e vi rimasero per diverse settimane, aumentando così il livello di terrore.

## Seconda guerra mondiale e crimini di guerra
Allo scoppio della seconda guerra mondiale, Hitler diede maggiore potere ad alcuni Gauleiter sulle questioni di protezione civile e, tra questi, Schwede fu nominato Commissario per la Difesa del Reich (in tedesco: Reichsverteidigungskommissar) per la Wehrkreise II, che includeva la sua Gau Pomerania oltre alla vicina Gau Mecklenburg. L'amministrazione civile ed alcuni importanti settori industriali furono ormai soggetti al suo diretto controllo. 
A partire dall'ottobre 1939, Schwede - o Nerone come lo soprannominavano i Pomeraniani - utilizzò questa posizione per spazzare la Pomerania da ogni opposizione lavorando a stretto contatto con le SS per far posto al reinsediamento dei tedeschi etnici provenienti dagli Stati baltici.
Dopo aver appreso del programma Aktion T4, Schwede ordinò immediatamente l'evacuazione degli ospedali psichiatrici e delle case di cura a Treptow, Ueckermünde, Lauenburg, Meseritz-Obrawalde e Stralsund. Circa 1400 pazienti furono trasportati a Neustadt nel Westpreußen per essere fucilati dall'SS-Kommando Eimann o assassinati da Sonderkommando Lange nei gaswagen. Il manicomio di Meseritz-Obrawalde fu convertito in un centro per il programma Aktion T4, si stima che vi siano stati uccisi oltre 10000 portatori di handicap. Il direttore della struttura, Walter Grabowski, fu nominato per questo incarico da Schwede nel novembre 1941. Il 12 e 13 febbraio 1940, i restanti 1000-1300 ebrei della Pomerania, indipendentemente da sesso, età e salute, furono deportati da Stettino e Schneidemühl nella riserva di Lublino-Lipowa, riserva istituita in seguito all'attuazione del Piano Nisko, fino alla loro definitiva scomparsa.
Il 16 novembre 1942, la giurisdizione dei Commissari alla difesa del Reich passò dalla Wehrkreise al Gau e Schwede rimase commissario solo per la Gau Pomerania. Nel 1943 la Pomerania divenne un bersaglio dei raid aerei alleati e per tutto il 1944 e l'inizio del 1945 furono colpite le aree industriali e residenziali di Stettino. Nonostante ciò, la provincia fu considerata "sicura" rispetto ad altre parti del Terzo Reich e divenne un rifugio per gli sfollati da Berlino e dalle aree industriali della Germania occidentale.
Il 25 settembre 1944 Schwede fu nominato comandante delle forze naziste del Volkssturm nel suo Gau: organizzate frettolosamente e anche scarsamente equipaggiate, le sue unità ebbero il terzo peggior numero di vittime nel Reich.
Il 26 gennaio 1945 la Pomerania si trasformò in un campo di battaglia, i carri armati dell'Armata Rossa entrarono nella provincia vicino a Schneidemühl durante l'offensiva nella Pomerania orientale. Schwede credette nella vittoria fino alla fine, tanto che gli ordini di evacuazione per la popolazione civile non furono emessi o, nel migliore dei casi, furono inviati in ritardo: ordinò alle autorità di respingere qualsiasi tentativo di volo definendolo "disfattista", e anche se nel frattempo i sovietici avanzarono, riuscì a salire su una nave e salpare da Sassnitz il 4 marzo 1945 in tempo per fuggire in direzione dello Schleswig-Holstein.
La commissione Schieder della Germania occidentale del dopoguerra stimò perdite civili nella provincia al comando di Schwede per circa 440000 morti.

## Processo, carcere e morte
Il 13 maggio 1945 Schwede fu catturato dall'esercito britannico e ancora una volta finì in custodia come prigioniero di guerra. Fu internato fino al 1947, subendo un processo di denazificazione. Fu quindi processato per crimini di guerra nel tribunale di Bielefeld e il 25 novembre 1948, condannato a nove anni di carcere per appartenenza al SA-Führerkorps.
Il 7 aprile 1951 il tribunale di Coburgo lo condannò ad altri dieci anni di reclusione per complessivi cinquantadue capi di imputazione per abuso di potere e lesioni personali gravi a cui aveva partecipato durante i terrori del marzo 1933. La condanna fu commutata in libertà vigilata il 24 gennaio 1956 per motivi di salute, morì quattro anni dopo all'età di 72 anni a Coburgo.